# Fantasia romântica

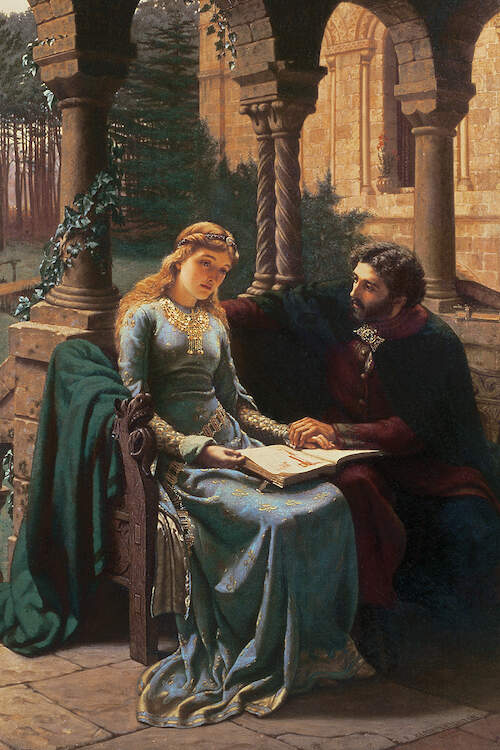

Fantasia romântica ou romantasia é um subgênero da ficção de fantasia, que descreve uma história de fantasia, utilizando muitos dos elementos e convenções do gênero romance.
Uma das principais características do romantismo fantástico envolve o foco nas relações, sociais, políticas e românticas. Fantasia romântica foi publicado por ambos autores de fantasia e romance.
Alguns editores distinguir entre a "romântica fantasia", onde o romance é o mais importante e o "fantasia de romance", onde os elementos de fantasia são mais importantes. Outros dizem que "a fronteira entre a fantasia, romance e fantasia romântica, essencialmente, deixou de existir, ou se ele ainda está lá, indo e voltando constantemente".

## Magia na fantasia romântica
"Atitudes em relação a magia na Fantasia romântica são, geralmente, muito diferente do que a expressa na mais alta fantasia ou espada e feitiçaria. Em vez de representar um alienígena e corrompendo a força que destrói seus praticantes, ou um complexo secreto do corpo de folclore, que isola mágicos da sociedade normal através de longos estudos e reclusão, a magia normalmente assume a forma de habilidades inatas que são naturais e simples de usar, às vezes, descrito como talentos psíquicos como empatia ou precognição, às vezes, orientados a afinidade ou o controle de um determinado elemento natural (tal como os quatro gregos clássico elementos, fogo, ar, terra e água). A magia é assim apresentada na narrativa como uma capacidade inata e a parte positiva da natureza de alguém, e por extensão de uma parte "natural" do mundo; o medo de uma dessas habilidades é muitas vezes descrito como uma reação nascida da ignorância, a má orientação, ou mal."

## O desenvolvimento dos personagens
"Os protagonistas da fantasia romântica muitas vezes começa a sua jornada escapando de um abusivo ou opressivo ambiente, mas seu objetivo não é tornar-se livre de todos os laços sociais. Em vez disso, a maioria dos personagens está procurando uma nova comunidade ou grupo social onde eles realmente pertençam. Recebe apoio de um grupo social que é considerado, de longe, superior a ser independente e solitário. A constatação de um novo grupo social onde o personagem se encaixa e é feliz é considerado muito melhor do que tentar forçar o seu grupo anterior alterações significativas de opinião e prática, que são discutidas para ser mais útil e eficaz se feitas de maneira gradual, e desenvolver a a partir de dentro ao invés de imposto. Enquanto permanece, muitas vezes, sendo necessário a derrota dos inimigos pelo confronto direto, a solução diplomática do conflito é considerada superior à força bruta; muitas histórias contêm, além do principal (e, geralmente, mais explicitamente "mal" antagonista), um subsidiário ou secundário antagonista com motivações mais simpáticas, e que, eventualmente, é convertido para os aliados através da negociação e diplomacia."